# علم الأحياء الطبي
علم الأحياء الطبي هو فرع من علم الأحياء له تطبيقات عملية في الطب، الرعاية الصحية والتشخيص المخبري. يتضمن علم الأحياء الطبي العديد من مجالات الطب الحيوي، المجالات المتخصصة التي تحتوي عادة على البادئة "-bio" ومن الأمثلة على تلك المجالات:
- علم الأحياء الجزيئية، الكيمياء الحيوية، الفيزياء الحيوية، التكنولوجيا الحيوية، البيولوجيا الخلوية، علم الأجنة.
- تقانة نانوية حيوية، الهندسة الحيوية، الأحياء الطبية المخبرية.
- علم الوراثة الخلوي، علم الوراثة، العلاج الجيني.
- المعلوماتية الحيوية، إحصاء حيوي، علم أحياء النظم.
- علم الأحياء الدقيقة، علم الفيروسات، علم الطفيليات.
- علم وظائف الاعضاء، علم الأمراض.
- علم السموم، والعديد من العلوم الأخرى التي تتعلق عموما فيعلوم الحياة كما هي مطبقة على الطب.

علم الاحياء الطبي هو الحجر الاساس للرعاية الصحية الحديثة والتشخيص المخبري. يتعلق علم الاحياء الطبي بمدى واسع بالنهج العلمية والتقنية: من الفحوص الطبية إلى الاخصاب المخبري، من الميكانيكا الجزيئية للتليف الكيسي إلى ديناميكا سكانية من فيروس نقص المناعة البشرية، من فهم التفاعلات الجزيئية إلى دراسة التسرطن، من تعدد أشكال النوكليوتيدات المفردة إلى العلاج الجيني.
إن علم الاحياء الطبي القائم على علم الاحياء الجزيئي يجمع بين كافة القضايا المتعلقة بتطوير الطب الجزيئي وبين العلاقات التركيبية والوظيفية الواسعة النطاق للجينوم البشري، ترنسكربيتوم، بروتيوم وميتابولوم مع وجهة النظر الخاصة لأبتكار تقنيات جديدة للتنبؤ والتشخيص والعلاج.